# Lotta libera ai Giochi della XXVIII Olimpiade - 84 kg maschile
Il torneo si è svolto il 27 e il 28 agosto.
Legenda:
- TO — Vittoria per KO
- SP — Vittoria di superiorità, 10 punti di differenza, sconfitto con punti
- ST — Vittoria di superiorità, 10 punti di differenza, sconfitto senza punti
- PP — Vittoria ai punti, sconfitto con punti tecnici
- PO — Vittoria ai punti, sconfitto senza punti tecnici
- PA — Vittoria per squalifica dell'avversario
- DQ — Vittoria per rinuncia dell'avversario
- CP — Punti di classifica
- TP — Punti tecnici

## Gironi di qualificazione

### Girone 1
| Posizione | Lottatore         | Paese    | W | L | CP | TP |
| --------- | ----------------- | -------- | - | - | -- | -- |
| 1         | Majid Khodaei     | Iran     | 2 | 0 | 6  | 13 |
| 2         | Hidekazu Yokoyama | Giappone | 1 | 1 | 4  | 12 |
| 3         | Anuj Kumar        | India    | 0 | 2 | 2  | 6  |

| Rosso             | Blu               | CP  |    | TP   |
| ----------------- | ----------------- | --- | -- | ---- |
| Majid Khodaei     | Anuj Kumar        | 3-1 | PP | 5-1  |
| Hidekazu Yokoyama | Majid Khodaei     | 1-3 | PP | 1-8  |
| Anuj Kumar        | Hidekazu Yokoyama | 1-3 | PP | 5-11 |

### Girone 2
| Posizione | Lottatore          | Paese       | W | L | CP | TP |
| --------- | ------------------ | ----------- | - | - | -- | -- |
| 1         | Cael Sanderson     | Stati Uniti | 2 | 0 | 6  | 13 |
| 2         | Siarhei Borchanka  | Bielorussia | 1 | 1 | 4  | 3  |
| 3         | Magomed Kurugliyev | Kazakistan  | 0 | 2 | 2  | 3  |

| Rosso              | Blu                | CP  |    | TP  |
| ------------------ | ------------------ | --- | -- | --- |
| Magomed Kurugliyev | Siarhei Borchanka  | 1-3 | PP | 1-2 |
| Cael Sanderson     | Magomed Kurugliyev | 3-1 | PP | 4-2 |
| Siarhei Borchanka  | Cael Sanderson     | 1-3 | PP | 1-9 |

### Girone 3
| Posizione | Lottatore           | Paese   | W | L | CP | TP |
| --------- | ------------------- | ------- | - | - | -- | -- |
| 1         | Lazaros Loizidis    | Grecia  | 2 | 0 | 6  | 6  |
| 2         | Revaz Mindorashvili | Georgia | 1 | 1 | 4  | 4  |
| 3         | Vincent Aka-Akesse  | Francia | 0 | 2 | 0  | 0  |

| Rosso               | Blu                 | CP  |    | TP  |
| ------------------- | ------------------- | --- | -- | --- |
| Revaz Mindorashvili | Lazaros Loizidis    | 1-3 | PP | 1-3 |
| Akesse Vincent Aka  | Revaz Mindorashvili | 0-3 | PO | 0-3 |
| Lazaros Loizidis    | Akesse Vincent Aka  | 3-0 | PO | 3-0 |

### Girone 4
| Posizione | Lottatore           | Paese    | W | L | CP | TP |
| --------- | ------------------- | -------- | - | - | -- | -- |
| 1         | Yoel Romero         | Cuba     | 2 | 0 | 7  | 13 |
| 2         | Davyd Bichinashvili | Germania | 1 | 1 | 4  | 10 |
| 3         | Jeffrey Cobb        | Guam     | 0 | 2 | 0  | 0  |

| Rosso               | Blu                 | CP  |    | TP   |
| ------------------- | ------------------- | --- | -- | ---- |
| Jeffrey Cobb        | Davyd Bichinashvili | 0-4 | ST | 0-10 |
| Yoel Romero         | Jeffrey Cobb        | 4-0 | ST | 10-0 |
| Davyd Bichinashvili | Yoel Romero         | 0-3 | PO | 0-3  |

### Girone 5
| Posizione | Lottatore      | Paese   | W | L | CP | TP |
| --------- | -------------- | ------- | - | - | -- | -- |
| 1         | Taras Danko    | Ucraina | 2 | 0 | 7  | 9  |
| 2         | Gokhan Yavaser | Turchia | 1 | 1 | 4  | 0  |
| 3         | Mamed Agaev    | Armenia | 0 | 2 | 0  | 0  |

| Rosso          | Blu            | CP  |    | TP  |
| -------------- | -------------- | --- | -- | --- |
| Taras Danko    | Mamed Agaev    | 4-0 | DQ | 3-0 |
| Gokhan Yavaser | Taras Danko    | 0-3 | PO | 0-6 |
| Mamed Agaev    | Gokhan Yavaser | 0-4 | DQ |     |

### Girone 6
| Posizione | Lottatore         | Paese         | W | L | CP | TP |
| --------- | ----------------- | ------------- | - | - | -- | -- |
| 1         | Moon Eui-Jae      | Corea del Sud | 2 | 0 | 6  | 13 |
| 2         | Miroslav Gochev   | Bulgaria      | 1 | 1 | 4  | 9  |
| 3         | Mogamed Ibragimov | Macedonia     | 0 | 2 | 1  | 2  |

| Rosso             | Blu               | CP  |    | TP  |
| ----------------- | ----------------- | --- | -- | --- |
| Mogamed Ibragimov | Moon Eui-Jae      | 0-3 | PO | 0-4 |
| Miroslav Gochev   | Mogamed Ibragimov | 3-1 | PP | 4-2 |
| Moon Eui-Jae      | Miroslav Gochev   | 3-1 | PP | 9-5 |

### Girone 7
| Posizione | Lottatore       | Paese      | W | L | CP | TP |
| --------- | --------------- | ---------- | - | - | -- | -- |
| 1         | Sazhid Sazhidov | Russia     | 3 | 0 | 11 | 32 |
| 2         | Shamil Aliev    | Tagikistan | 2 | 1 | 6  | 10 |
| 3         | Nicolae Ghita   | Romania    | 1 | 2 | 4  | 16 |
| 4         | Matar Sene      | Senegal    | 0 | 3 | 2  | 6  |

| Rosso           | Blu           | CP  |    | TP   |
| --------------- | ------------- | --- | -- | ---- |
| Sazhid Sazhidov | Matar Sene    | 4-0 | ST | 17-0 |
| Nicolae Ghita   | Shamil Aliev  | 1-3 | PP | 3-4  |
| Sazhid Sazhidov | Nicolae Ghita | 4-0 | TO | 2:21 |
| Matar Sene      | Shamil Aliev  | 1-3 | PP | 3-6  |
| Sazhid Sazhidov | Shamil Aliev  | 3-0 | PO | 5-0  |
| Matar Sene      | Nicolae Ghita | 1-3 | PP | 3-11 |

## Tabellone a eliminazione
|  | Quarti di finale | Quarti di finale |                |                 | Semifinali                | Semifinali                |  |  | Finale         | Finale |
|  |                  |                  |                |                 |                           |                           |  |  |                |        |
|  | 27 agosto 2004   |                  |                |                 |                           |                           |  |  |                |        |
|  |                  |                  |                |                 |                           |                           |  |  |                |        |
|  | Majid Khodaei    | 5                |                |                 |                           |                           |  |  |                |        |
|  | Majid Khodaei    | 5                | 28 agosto 2004 |                 |                           |                           |  |  |                |        |
|  | Cael Sanderson   | 6                |                |                 |                           |                           |  |  |                |        |
|  | Cael Sanderson   | 6                | Cael Sanderson | 3               |                           |                           |  |  |                |        |
|  | 27 agosto 2004   |                  | Cael Sanderson | 3               |                           |                           |  |  |                |        |
|  |                  | Yoel Romero      | 2              |                 |                           |                           |  |  |                |        |
|  | Lazaros Loizidis | Yoel Romero      | 2              | 1               |                           |                           |  |  |                |        |
|  | Lazaros Loizidis |                  | 28 agosto 2004 | 1               |                           |                           |  |  |                |        |
|  | Yoel Romero      | 3                |                |                 |                           |                           |  |  |                |        |
|  | Yoel Romero      | 3                | Cael Sanderson | 3               |                           |                           |  |  |                |        |
|  | 27 agosto 2004   |                  | Cael Sanderson | 3               |                           |                           |  |  |                |        |
|  |                  | Moon Eui-Jae     | 1              |                 |                           |                           |  |  |                |        |
|  | Taras Danko      | Moon Eui-Jae     | 1              | 1               |                           |                           |  |  |                |        |
|  | Taras Danko      | 28 agosto 2004   |                | 1               |                           |                           |  |  |                |        |
|  | Moon Eui-Jae     | 3                |                |                 |                           |                           |  |  |                |        |
|  | Moon Eui-Jae     | 3                | Moon Eui-Jae   | 10              | Finale per il terzo posto | Finale per il terzo posto |  |  |                |        |
|  | 27 agosto 2004   |                  | Moon Eui-Jae   | 10              | Finale per il terzo posto | Finale per il terzo posto |  |  |                |        |
|  |                  | Sazhid Sazhidov  | 2              |                 |                           |                           |  |  |                |        |
|  | Sazhid Sazhidov  | Sazhid Sazhidov  | 2              |                 | Yoel Romero               | 3                         |  |  |                |        |
|  | Sazhid Sazhidov  |                  |                |                 | Yoel Romero               | 3                         |  |  |                |        |
|  | bye              |                  |                | Sazhid Sazhidov | 5                         |                           |  |  |                |        |
|  | bye              |                  |                | Sazhid Sazhidov | 5                         |                           |  |  |                |        |
|  |                  |                  |                |                 |                           |                           |  |  | 28 agosto 2004 |        |
|  |                  |                  |                |                 |                           |                           |  |  |                |        |